# Juarros de Voltoya
Juarros de Voltoya er en by og kommune i det centrale Spanien i provinsen Segovia. Den har et indbyggertal på 184 (2024) indbyggere.